# Charles Grey, 2.º Conde Grey
Charles Grey, 2.º Conde Grey KG PC (Fallodon, 13 de março de 1764 – Howick, 17 de julho de 1845), foi um diplomata e político ligado ao partido whig, de tendência liberal, tendo sido Primeiro-ministro do Reino Unido entre 1830 e 1834. Ficou conhecido como Charles Grey, até 1806, e como "Visconde Howick", de 1806 até 1807. Grey notabilizou-se por defender a reforma do Parlamento e a Emancipação Católica. Manteve um notório caso amoroso com Georgiana Spencer Cavendish, Duquesa de Devonshire, ela mesma uma ativista política, com a qual teve uma filha - uma ancestral de Sarah, Duquesa de Iorque.[carece de fontes?]

## Entrada na política
Gray recebeu uma educação aristocrática convencional em Eton e Cambridge. Com apenas 22 anos, foi eleito membro do Parlamento por Northumberland. Entrando no mundo londrino em 1786, ele gravitou imediatamente para o círculo da moda, mas libertino, do líder do liberal Partido Whig, Charles James Fox; o dramaturgo e político Richard Sheridan; e o Príncipe de Gales. Bonito, espirituoso e atraente, Gray logo se tornou proeminente entre o conjunto aristocrático Whig que representou a oposição política ao governo conservador de William Pitt (1759-1806). Quando a Revolução Francesa em 1789 reavivou a agitação política causada pela Revolução Americana, Gray era um dos jovens aristocratas Whig que formaram a Sociedade dos Amigos do Povo (1792) para encorajar as demandas das classes baixa e média por reforma parlamentar. Essas atividades - que na época eram consideradas radicais - seguidas pela eclosão da guerra com a França revolucionária em 1793, dividiram o Partido Whig. As emoções geradas pelo conflito com a França, as medidas repressivas, embora populares, tomadas pelo governo e as extremas e muitas vezes absurdas até onde Fox levou suas simpatias pró-francesas transformaram seus seguidores em uma minoria impotente e desacreditada. O projeto de reforma parlamentar de Grey de 1797 foi fortemente derrotado e, por alguns anos depois, a facção dos Whigs de Fox virtualmente se retirou da vida parlamentar.

## Casamento
O casamento de Grey em 1794 com Mary Elizabeth Ponsonby, filha de uma importante família liberal irlandesa, fortaleceu sua simpatia pela causa da emancipação católica; no entanto, isso enfraqueceu seu zelo pela política. Um marido dedicado com uma família em crescimento (numerando 15 filhos em 1819), Gray encontrou contentamento em uma vida familiar próxima e afetuosa. Em 1801, seu tio solteiro, Sir Henry, permitiu que ele usasse Howick, uma casa de campo na costa de Northumberland, como sua residência permanente. Howick estava a quatro dias de viagem de Londres, e a lentidão de Grey em ir para o sul para as sessões parlamentares frequentemente evocava as repreensões bem-humoradas de Fox. Parte do extremismo político de Grey também havia diminuído. Suas críticas ao governo por retomar a guerra com a França em 1803 foram visivelmente mais brandas do que as de seu chefe.

## Secretária estrangeira
Quando, com a morte de Pitt em 1806, Lord Grenville formou o chamado governo de Todos os Talentos que incluía o grupo Fox, Gray (agora Lord Howick) tornou-se o primeiro lorde do Almirantado. Quando Fox morreu no mesmo ano, Gray assumiu seu lugar como secretário de relações exteriores e líder dos Foxite Whigs. A demissão do ministério no ano seguinte, por causa de um desacordo com o rei sobre o alívio de deficiências católicas, deixou Gray com uma aversão arraigada por cargos sem liberdade de ação ou promessas sem certeza de desempenho. A perda de sua cadeira para Northumberland como resultado de suas simpatias católicas, seguida de sua remoção em 1807 para a Câmara dos Lordes, aumentou seu distanciamento político. Nas negociações políticas de 1810–12, que foram iniciadas pelo Príncipe de Gales quando ele se tornou regente, Gray e Grenville friamente recusaram aceitar qualquer coisa menos do que o poder completo. O fim da guerra veio com o Gabinete Pittite de Robert Banks Jenkinson, 2º conde de Liverpool, firmemente estabelecido no cargo.
Entre 1815 e 1830, Gray foi o patrono, e não o líder, da oposição conflituosa e dividida dos Whig. Embora sustentasse que a emancipação católica era uma condição para qualquer governo whig genuíno, ele aceitou o fato de que a reforma parlamentar deve esperar até que haja um apoio sólido para ela no país. Ele pensava que a estabilidade política da Grã-Bretanha estava ameaçada tanto pela política reacionária do pós-guerra da administração de Lord Liverpool quanto pelas demandas de reforma democrática apresentadas por agitadores doutrinários. Sua conclusão particular foi que a tarefa de um ministério Whig, se algum dia pudesse ser formado, seria produzir uma medida de reforma grande o suficiente para satisfazer a opinião respeitável e, ainda assim, conservadora o suficiente para preservar os princípios básicos da constituição aristocrática.

## Projeto de reforma
Em 1830, a oportunidade de Grey finalmente chegou. A concessão da emancipação católica em 1829 destruiu a última coesão do partido conservador de Liverpool. O colapso do ministério do duque de Wellington em 1830 trouxe Gray ao cargo em seus próprios termos e com o apoio popular para uma reforma do antiquado sistema representativo parlamentar. Mas a extensão das mudanças propostas em seu projeto de lei de 1831 surpreendeu até mesmo seus próprios apoiadores, e era necessária uma nova eleição geral e a coerção da Câmara dos Lordes antes que o projeto fosse finalmente aprovado em lei. Gray havia julgado mal o temperamento de ambas as casas e se envolvido em um conflito doloroso com o novo rei Guilherme IV quando relutantemente pediu a criação de novos pares para pagar a conta. Ele não havia, entretanto, julgado mal o temperamento do país. Uma onda de entusiasmo popular o sustentou durante a longa batalha pela reforma em 1831-32 e devolveu uma vasta maioria liberal à Câmara dos Comuns em 1833. O Ato de Reforma de 1832, que marcou época foi o coroamento do antigo Partido Whig, e ele mostrou coragem e imaginação em forçá-lo a chegar ao livro de estatutos. Mas a medida que ele imaginou como um ato conservador e curador de estadista foi considerada por muitos de seus novos apoiadores como um trampolim para novas mudanças extensas na Igreja e no Estado. As tensões da nova era produziram brigas e renúncias em seu gabinete, e Gray retirou-se da política dois anos depois.